# チラ (創世記の人物)
チラ（ヘブライ語: צִלָּה、Zillah）は、旧約聖書に登場する人物。
創世記によると、カインの子孫であるレメクの2番目の妻で、トバルカインとナアマの母親。